# دان چیدل
دانالد فرانک «دان» چیدل جونیور (به انگلیسی: )Donald Frank "Don" Cheadle, Jr.) ‏ (تلفظ می‌شود /ˈtʃi:dəl/) (زاده ۲۹ نوامبر ۱۹۶۴) بازیگر و تهیه‌کننده آمریکایی است.
از معروف‌ترین فیلم‌های او می‌توان به دوازده یار اوشن و هتل رواندا اشاره کرد.

## جوایز و افتخارات
- ۲۰۰۴- نامزد جایزهٔ اسکار بهترین بازیگر نقش اول مرد به خاطر بازی در فیلم هتل رواندا در سال ۲۰۰۴
- ۱۹۹۸ - برنده گلدن گلوب بهترین بازیگر مرد مکمل سریال، سریال کوتاه یا فیلم تلویزیونی به خاطر بازی در The Rat Pack
- ۲۰۰۵ - برنده جایزه اسکار بهترین فیلم به خاطر تهیه‌کنندگی فیلم تصادف
- ۲۰۱۲ - گلدن گلوب بهترین بازیگر مرد مجموعه تلویزیونی – موزیکال یا کمدی به خاطر بازی در سریال خانه دروغ‌ها
- کاندیدای بفتای بهترین بازیگر نقش مکمل مرد به خاطر بازی در فیلم تصادف در سال ۲۰۰۵

## فیلم‌شناسی

### سینمایی

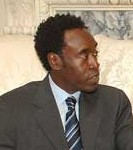

- بی حرمتی‌های تکان دهنده (۱۹۸۵)
- پیامبران کنار جاده (۱۹۹۲)
- شیطان در لباس آبی (۱۹۹۵)
- کارهایی که بعد از مرگت (۱۹۹۶)
- رزوود (۱۹۹۷)
- آتشفشان (۱۹۹۷)
- شب‌های بوگی (۱۹۹۷)
- بول‌ورث (۱۹۹۸)
- خارج از دید (۱۹۹۸)
- یک درس پیش از مرگ (۱۹۹۹)
- ترافیک (۲۰۰۰)
- مرد خانواده (۲۰۰۰)
- دیوانه (فیلم ۲۰۰۱)
- یازده یار اوشن (۲۰۰۱)
- اره‌ماهی (۲۰۰۱)
- قلب (۲۰۰۲)
- دوازده یار اوشن (۲۰۰۴)
- هتل رواندا (۲۰۰۴)
- مشکل سگ (۲۰۰۶)
- سیزده یار اوشن (۲۰۰۷)
- بهترین‌های بروکلین (۲۰۱۰)
- مرد آهنی ۲ (۲۰۱۰)
- نگهبان (۲۰۱۱)
- پرواز (۲۰۱۲)
- مرد آهنی ۳ (۲۰۱۳)
- انتقام‌جویان: عصر اولتران (۲۰۱۵)
- کاپیتان آمریکا: جنگ داخلی (۲۰۱۶)
- ‌انتقام جویان: جنگ ابدیت (۲۰۱۸)
- انتقام جویان: پایان بازی (۲۰۱۹)
- هرج‌ومرج فضایی: میراثی جدید(۲۰۲۱)

### تلویزیونی
- قصر طلایی (۹۳-۱۹۹۲)
- حصار پرچین‌ها (۹۵-۱۹۹۳)
- سیمپسون‌ها (۲۰۰۰)
- خانه دروغ‌ها (۲۰۱۶-۲۰۱۲)
- فالکون و سرباز زمستان (2021)